# Ростоцкая, Алина Фадеевна
Алина Фадеевна Ростоцкая (род. 4 июня 1987 года, Москва) — российская джазовая певица.

## Биография
Родилась 4 июня 1987 года в Москве, в семье музыкантов. В 5 лет поступила в детскую музыкальную школу им. Скрябина, которую впоследствии с отличием закончила по классу ф-но. Поступила в РАТИ (ГИТИС) на продюсерский факультет, проучившись 2 года очно перешла на заочную форму обучения и поступила в ГМУЭДИ на эстрадно-джазовый вокал (класс И. К. Томаевой). Закончила РАТИ в 2009 году, ГМУЭДИ в 2010 году с отличием. Собрала свой первый состав и начала концертировать.

## Карьера
Алина участвовала во множестве фестивалей, как со своими ансамблями, так и в других составах.
В 2009 году получила Гран-при Первого московского конкурса джазовых вокалистов, получила первые приглашения на фестивали, такие как «Очарование джаза» Анатолия Кролла в Доме композиторов, «Джаз в саду Эрмитаж», фестиваль «Евразия» в Оренбурге, «Christmas Jazz» в Таллине и т. д.
Одной из первых стала писать авторскую джазовую на русском языке.
В 2011 создала ансамбль Jazzmobile, с которым записала свой первый альбом «Flow», который вышел в 2013 году на лейбле Игоря Бутмана IBMG, и в 2016 был переиздан на норвежском лейбле Losen.
В 2015 стала лауреатом конкурса молодых джазовых вокалистов Voicingers в Польше, став впоследствии его постоянным резидентом, уже как участник фестивальной программы и как педагог.
С 2013 по 2020 год активно концертировала, участвуя в таких фестивалях, как «Usadba jazz», «Триумф джаза», «Джазовые сезоны в Горках Ленинских», «Джазовая провинция» (Владимир, Курск, Липецк, Воронеж), «Jazz May» (Пенза), Alanya Jazz Festival (Турция), Riga Jazz Stage (Латвия), Sopot Jazz Festival (Польша), Baku Jazz Competition (Азербайджан), «Voicingers on road» (Словакия, Венгрия, Польша, Франция) «Какой удивительный мир» (Челябинск), «Сентябрь в Тихвине» (Тихвин), International Jazz Day (Санкт-Петербург), гала-концерт форум-феста Jazz Across Borders (Санкт-Петербург), выступая с концертами на филармонических и клубных площадках различных городов России, таких, как Санкт-Петербург, Кострома, Екатеринбург, Петрозаводск, Ижевск, Вологда, Воронеж, Тарко-Сале, Ростов-на-Дону, Самара, Уфа, Казань, Хабаровск, Тихвин, Саратов, Владимир, Снежинск, Киров, Пенза, Красноярск, Тверь, Оренбург и т. д.
Сотрудничала с такими музыкантами, как Dominik Wania, Greg Osby, Gilad Hekselman, JD Walter, Trilok Gurtu, Сергей Манукян, Анатолий Кролл, Алексей Кузнецов, Алекс Ростоцкий, Владимир Данилин, LRK Trio, Дмитрий Илугдин, Алексей Подымкин, Яков Окунь, Иван Фармаковский, Сергей Гроховский, Сергей Головня, Владимир Нестеренко, Григорий Сандомирский, Аркадий Шилклопер, Gayana, Таня Балакирская, Андрей Джиджиков, ALBA, Cartel F.P.M., Оркестр им. Лундстрема, Оркестр им. Гараняна и т. д.
В 2017 состоялись первые концерты в США — в West Stockbridge (Turn Park с Алексом Ростоцким) и New York (Zinc Bar с американским квартетом Алины).
Стажировалась за рубежом — New York Voices Jazz Camp (2017), New York Jazz Masters (2017), Jazzinty (2018).
В 2018 создала ансамбль Motilda, в котором органично сочетает элементы инди, поп, электроники и джаза, и поэтику русского языка.
Продолжает выступать и записываться с группой Motilda, Квартетом Алины Ростоцкой и Ансамблем Средиземноморской Деконструкции.

## Награды
- 2008 — Nomme Jazz (Эстония) — специальный приз жюри
- 2009 — Гран-при Первого московского конкурса джазовых вокалистов
- 2013 — Riga Jazz Stage (Латвия) — лауреат, специальный приз маэстро Раймонда Паулса
- 2015 — Voicingers (Польша) — лауреат
- 2016 — Baku Jazz Competition — 1 премия

## Семья
Замужем за гитаристом Максимом Шибиным с 2007 года, две дочери- Агафья (2013 г.р.) и Софья (2021 г.р.).

## Дискография

### Альбомы
- 2013 — Flow[12][13]
- 2018 — Day de Senar (Ансамбль Средиземноморской Деконструкции)
- 2021 — Ay Senyora Novia (Ансамбль Средиземноморской Деконструкции)

### Синглы
- 2023 — Иди на свет (Motilda)
- 2022 — Вода (Motilda)
- 2020 — Радость моя
- 2020 — Рождество (feat. Gayana, Саша Магерова, Андрей Джиджиков, Tanya Balakirskaya, Alba)
- 2020 — Туман[14] (Motilda)